# 씨펄엔터
씨펄엔터(영어: SEA PEARL Entertainment)는 음악PD 겸 래퍼 프란코 (래퍼) 가 설립한 대한민국의 연예기획사이다. 본사는 강원도 강릉시 포남동 1214-2에 있다.